# Egelgöl (Järeda socken, Småland)
Egelgöl är en sjö i Hultsfreds kommun i Småland och ingår i Emåns huvudavrinningsområde.